# Кларос, Хорхе
Хо́рхе Ааро́н Кла́рос Хуа́рес (исп. Jorge Aarón Claros Juárez; 8 января 1986, Ла-Сейба, Гондурас) — гондурасский футболист. Полузащитник клуба «Реал Эспанья». Ранее играл за «Вида», «Мотагуа», «Хиберниан», «Спортинг Канзас-Сити», «Циндао Чжуннэн», «Алахуэленсе». Выступал за сборную Гондураса.

## Карьера

### Клубная
Первым клубом Хорхе был «Вида». В 2005 году стал игроком другого гондурасского клуба, «Мотагуа», за который успел сыграть 120 матчей и 6 раз отметиться голами. С «Мотагуа» успел стать дважды чемпионом Гондураса, а также выиграть «Клубный кубок UNCAF». В 2012 году прилетел в Шотландию на просмотр в «Рейнджерс», не впечатлив руководство глазговианцев поехал в Эдинбург, на просмотр в «Хиберниан», с которым подписал арендное соглашение. В Шотландии стал финалистом кубка страны.

### Международная
Играл за молодёжные сборные Гондураса, вместе с которыми ездил на «Молодёжный Чемпионат Мира» 2005 года и Олимпийские игры в Пекине 2008 года. Ещё в 2006 году дебютировал за национальную сборную Гондураса, сыграв на сегодняшний день 33 матча за неё.

## Достижения
Мотагуа
- Чемпион Гондураса (2): 2006/07, 2010/11
- Клубный кубок UNCAF: 2007

## Интересные факты
16 июня 2011 года был ранен в голову при угоне его автомобиля.